# Леффе
Леффе (итал. Leffe) — коммуна в Италии, располагается в регионе Ломбардия, подчиняется административному центру Бергамо.
Население составляет 4927 человек, плотность населения составляет 378 чел./км². Занимает площадь 6,9 км². Почтовый индекс — 24026. Телефонный код — 035.
Покровителем населённого пункта считается Архангел Михаил. Праздник ежегодно празднуется 29 сентября.